# Gmoosbach
Der Gmoosbach ist ein rechter Zubringer zum Göllersbach bei Aspersdorf in Niederösterreich.
Der Gmoosbach entspringt nördlich von Guntersdorf beim Galgenberg 290 m ü. A. und fließt nordöstlich von Guntersdorf auf Kalladorf zu, durchfließt den Ort und vereint sich danach mit dem Kleinen Gmoosbach. Dieser ist bedeutend länger als der Gmoosbach und entspringt in den Fluren westlich von Guntersdorf, das er danach durchquert. Von Kalladorf fließt der Gmoosbach durch Wullersdorf, wo der links der Immendorfer Graben zufließt, und weiter nach Hetzmannsdorf wo rechts der Windpassinger Graben und linksseitig der Brunnbach münden. Der Gmoosbach fließt danach östlich an Schöngrabern vorüber, wo er den von rechts kommenden Schöngrabernbach aufnimmt, bis er kurz darauf selbst als rechter Zubringer in den Göllersbach mündet. Sein Einzugsgebiet umfasst 132,6 km² in durchwegs offener Landschaft.